# Улица Ленина (Апатиты)
Улица Ленина (до 1970 — Социалистическая улица) — одна из главных улиц Апатитов, названная в честь российского революционера и основателя советского государства Владимира Ильича Ленина.
В начале улицы, на пересечении с улицей Ферсмана находится центральная площадь Апатитов — площадь Ленина.

## История
Улица Социалистическая была построена как первая городская улица Апатитов, её застройка велась пятиэтажными шлакоблочными домами. В 1970 году улица была переименована в улицу Ленина, по случаю столетнего юбилея основателя первого социалистического государства. После этого дорожники приступили к расширению улицы.
Сегодня улица Ленина местами застроена девятиэтажными зданиями. На перекрёстке с улицей Космонавтов стоит девятиэтажная гостиница «Аметист».